# سیارک ۲۲۶۱۶
سیارک ۲۲۶۱۶ (به انگلیسی: 22616 Bogolyubov، نامگذاری:1998KG7) بیست و دو هزار و ششصد و شانزدهمین سیارک کشف شده‌است که در ۲۳ مه ۱۹۹۸ کشف شد.
قدر مطلق سیارک برابر ۱۴.۸ است.